# 狄臣道
狄臣道是加拿大安大略省多倫多怡陶碧谷的一條東西向主幹道。

## 名稱
該道路以狄臣家族命名。佐治·狄臣及湯馬士·狄臣分別於1818及1823年在該道路附近的土地上建造了鋸木廠。

## 路線概述
該道路始於427號省道，向東延伸至約克，止於史嘉烈道。之後狄臣道向427號省道以西延伸為皮爾7號區道或機場道（Airport Road），一直延伸至佐治亞灣沿岸的華沙加湖灘。狄臣道主要通往多倫多皮爾遜國際機場。
427省道與馬田高道之間的路段通常被稱為「Airport Strip」，因為此處有大量為機場提供服務的連鎖酒店，包括威士汀、萬豪、假日酒店、希爾頓、逸林、皇冠假日及喜來登，以及多倫多會議中心。
狄臣道是力士杜及富景社區的非正式邊界。